# Acalolepta sculpturata
Acalolepta sculpturata es una especie de escarabajo longicornio del género Acalolepta, tribu Monochamini, subfamilia Lamiinae. Fue descrita científicamente por Aurivillius en 1924.
Se distribuye por Indonesia. Mide aproximadamente 37 milímetros de longitud.